# Peritapnia minima
Peritapnia minima là một loài bọ cánh cứng trong họ Cerambycidae.